# Skjulte øjne
Skjulte øjne (engelsk: Rear Window) er en amerikansk spændingsfilm fra 1954 af Alfred Hitchcock med James Stewart og Grace Kelly i hovedrollerne. Filmen handler om fotografen Jeff, spillet af Stewart, der er lænket til sin stol med et brækket ben og udspionerer sine naboer, hvorved han får opfattelsen af, at der er sket en forbrydelse, som han så med hjælp fra sin veninde Lisa, spillet af Kelly, prøver at få opklaret.

## Handling
I en periode med meget varmt vejr i New York er den kendte fotograf L.B. Jeffries, kaldet Jeff (James Stewart), ufrivilligt bundet til sin stol i sin lejlighed med et brækket ben. Han keder sig, da han stort set kun ser sin snusfornuftige sygeplejerske Stella (Thelma Ritter) og sin veninde, fotomodellen og societypigen Lisa Fremont (Grace Kelly). For at slå tiden ihjel holder han øje med sine naboer fra vinduet ud mod ejendomskompleksets gård. Herfra kan han se en række kunstneriske mennesker som sangskriveren, der kæmper for at skrive en sang, danserinden med de mange herrebekendtskaber, skulptøren osv., men også den ensomme kvinde (af Jeff kaldet "Miss Lonelyheart") samt sælgeren Lars Thorwald, der plejer sin sengeliggende og tyranniske hustru. 
En dag er Thorwalds hustru tilsyneladende forsvundet samtidig med, at Thorwald selv foretager sig en række mystiske ting, der får Jeff til at spekulere på, om Thorwald skulle have slået sin kone ihjel. Han forsøger at overbevise Lisa om dette, hvad hun først ikke tror på, og detektiven Thomas J. Doyle (Wendell Corey) gør heller ikke. Senere bliver både Lisa og Stella overbevist om Jeffs mistanke, og Lisa tilbyder at bryde ind hos Thorwald for at skaffe beviser, idet Jeff lokker denne ud af lejligheden med en telefonoprigning. Imidlertid fatter Thorwald mistanke før end forventet og kommer hjem, mens Lisa er i lejligheden. Hun slipper ud, men Thorwald opdager, at Jeff er manden bag og kommer til hans lejlighed for at slippe af med det kedelige vidne. Trods Jeffs hjælpeløshed reddes han, da han kan blinde Thorwald med blitzer, indtil hjælpen kommer.

## Medvirkende
- James Stewart – L.B. Jeffries, kaldet Jeff
- Grace Kelly – Lisa Fremont, Jeffs veninde
- Thelma Ritter – Stella, Jeffs sygeplejerske
- Wendell Corey – Thomas J. Doyle, politidetektiv
- Raymond Burr – Lars Thorwald, sælger, Jeffs genbo

## Produktion

### Optagelser
Filmen er optaget næsten udelukkende i og fra Jeffs lejlighed, men da meget af handlingen foregår i de øvrige lejligheder i ejendommen, var der behov for at opbygge en meget stor kulisse. Det hele blev opbygget som én stor konstruktion, hvilket på det tidspunkt var den største kulisse, der var bygget indendørs i Paramount Studios. 
Blandt filmens specielle forhold kan nævnes lyden, idet der bortset fra ved indledningen og slutningen kun er brugt naturlige lyde samt musik, der skal forestille at blive spillet i de forskellige lejligheder. Til dette formål er der fundet en række musikstykker, der tidligere havde optrådt i andre Paramount-film, blandt andet sangen "Mona Lisa" med Nat King Cole og "That's Amore" med Dean Martin. Den eneste egentlig originale sang til filmen er sangen "Lisa", som komponisten i lejligheden ved siden af Jeffs kæmper med at skrive gennem hele filmen, indtil det til sidst lykkes, og sangen spilles i sin helhed umiddelbart inden filmens slutning. Denne sang er skrevet af filmens komponist Franz Waxman og bortset fra indledning og afslutning hans eneste bidrag.

## Modtagelse

### Priser
Filmen opnåede fire Oscar-nomineringer, men vandt dog ingen af disse. Såvel i samtiden som siden har den opnået fine anmeldelser, hvilket blandt andet kan aflæses af, at webstedet Rotten Tomatoes har registreret 59 anmeldelser, der alle er positive. På imdb er filmen rangeret som nummer 20 og dermed regnet som Hitchcocks bedste. 
Filmen blev oprindeligt udsendt af Paramount Pictures, men Hitchcock beholdt selv rettighederne til filmen, og den samt fire andre af hans film var ikke tilgængelige i en længere periode. Nogle år efter hans død overgik rettighederne til Universal Pictures, der restaurerede de fem film og udsendte dem på markedet på ny. Filmene havde på grund af deres utilgængelighed været noget af en myte i filmverdenen, og de opnåede stor opmærksomhed ved nyudsendelsen i 1983. 